# Winthrop, New York
Winthrop är en ort i St. Lawrence County i New York, USA. Orten är centralort i Stockholms kommun.